# نسیم ثیابی
نسیم ثیابی‌شهریور (زادهٔ ۱۳۵۹ در تهران) خواننده آواز سنتی ایرانی است. او فراگیری آواز را از سنین کودکی آغاز کرد و به طور حرفه‌ای در حوزه آواز فعالیت می‌کند. او در آواز سبک خوانندگی روح‌انگیز، قمرالملوک وزیری، طاهرزاده، اقبال آذر و ادیب خوانساری، بنان و علی‌اصغر شاه‌زیدی را دنبال می‌کند.

او ساکن ایران است و کارگاه های موسیقی متعددی را برگزار نموده است  ولی در بسیاری کشورهای اروپایی اجرای کنسرت داشته است.

او دارای مدرک کارشناسی ارشد ادبیات فارسی است.
وی درباره تجربه شاگردی محمدرضا شجریان گفته: «سال‌ها به صورت خصوصی نزد استاد شجریان آواز کار کردم. ایشان راغب بودند تمرکزم روی موسیقی دوره قاجار باشد. با توجه به صدای من و تحریرها می‌گفتند مدل صدای شما به دوره قاجار نزدیک است»